# Máté András (grafikus)
Máté András (Budapest, 1921. november 10. – Budapest, 2000. szeptember 26.) Munkácsy Mihály-díjas grafikus, plakáttervező.

## Életpályája
1946-tól az Iparművészeti, majd a Képzőművészeti Főiskola hallgatója, Konecsni György növendéke volt.
1951-ben kezdett filmplakátokat tervezni. 1958-ban Darvas Árpáddal együtt ő készítette el a Brüsszeli Világkiállítás magyar pavilonjának egyik faliképét. 1959-től színházi plakátokat is készített. 1960-ban helyet kapott a svájci Who’s who in graphic art című kötetben. 1963 és 1983 között évente kiállított a Papp Csoporttal a Dorottya utcában. 1968-tól Magyarország bemutatkozik gyűjtőcím alatt nemzeti kiállításokat tervezett a világ több országában. 1980-tól állandó résztvevője volt a Békéscsabai Biennáléknak. 1998-ban megtervezte a Lisszaboni Világkiállítás magyar pavilonját és a Frankfurti Könyvvásár magyar kiállítását.
Tizenegy alkalommal nyerte el az Év legjobb plakátja díjat.

## Díjai, kitüntetései
- Munkácsy Mihály-díj (1957, 1965)
- Érdemes művész (1977)
- Kiváló művész (1987)
- Konecsni-díj (1998)